# Liste der Monuments historiques in Étrelles-sur-Aube
Die Liste der Monuments historiques in Étrelles-sur-Aube führt die Monuments historiques in der französischen Gemeinde Étrelles-sur-Aube auf.

## Liste der Objekte
| Bezeichnung               | Beschreibung            | Standort                                     | Kennzeichnung | Schutzstatus | Datum | Bild |
| ------------------------- | ----------------------- | -------------------------------------------- | ------------- | ------------ | ----- | ---- |
| Mariä-Himmelfahrt-Fenster | aus dem 16. Jahrhundert | in der Kirche Assomption-de-la-Vierge (Lage) | PM10000805    | Classé       | 1913  |      |